# ویلیام بیالک
ویلیام بیالِک (انگلیسی: William Bialek؛ زاده ۱۴ اوت ۱۹۶۰) یک فیزیک‌دان اهل ایالات متحده آمریکا است.